# 萨马纳 (旁遮普邦)
萨马纳（Samana），是印度旁遮普邦Patiala县的一个城镇。总人口46509（2001年）。

## 人口
该地2001年总人口46509人，其中男性24485人，女性22024人；0—6岁人口5850人，其中男3193人，女2657人；识字率65.66%，其中男性为69.94%，女性为60.89%。